# Kattärnen
Kattärnen är en sjö i Askersunds kommun i Närke och ingår i Motala ströms huvudavrinningsområde. Sjöns area är 0,005 kvadratkilometer och den är belägen 153 meter över havet.